# Mörkåstjärnen
Mörkåstjärnen är en sjö i Nordanstigs kommun i Hälsingland och ingår i Gnarpsåns huvudavrinningsområde. Sjön har en area på 0,0532 kvadratkilometer och ligger 200,2 meter över havet.

## Delavrinningsområde
Mörkåstjärnen ingår i det delavrinningsområde (688842-156358) som SMHI kallar för Utloppet av Annsjön. Medelhöjden är 222 meter över havet och ytan är 10,44 kvadratkilometer. Räknas de 3 avrinningsområdena uppströms in blir den ackumulerade arean 32,62 kvadratkilometer. Avrinningsområdets utflöde Gnarpsån (Annån) mynnar i havet. Avrinningsområdet består mestadels av skog (72 procent). Avrinningsområdet har 1,24 kvadratkilometer vattenytor vilket ger det en sjöprocent på 11,8 procent.